# Hassan Bouain
Hassan Bouain (24 april 1999) is een jonge Marokkaanse voetballer die bij voorkeur speelt als vleugelspeler. Hij stroomde in 2018 vanuit het jeugdelftal door naar het eerste elftal van Raja Casablanca.

## Carrière
2018  Raja Casablanca

2019-  Maghreb Fez

2019  Raja Casablanca
1 Zniti  ·
2 Douik ·
4 Gael Ngah ·
5 Moutouali ·
6 Ngoma ·
7 Islah ·
8 Al-Warfali ·
10 Benhalib ·
11 Jabroun ·
12 El Haddaoui ·
13 Benoun ·
15 Haddad ·
17 Ahadad ·
18 Hafidi ·
19 Malango ·
20 Jbira ·
21 Rahimi ·
22 Bouamira ·
25 Boutayeb ·
30 Nanah ·
55 Achchakir ·
96 Arjoune ·
98 El Wardi ·
Coach: vacant
· Assistent-coach: Safri